# Fernando Prado Ayuso

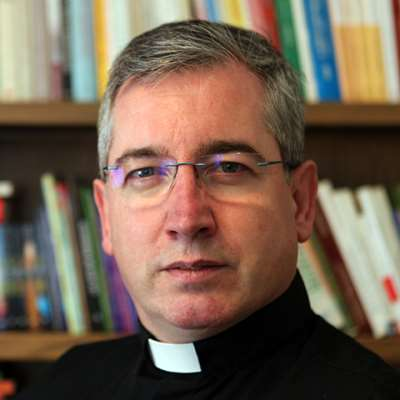
Fernando Prado Ayuso (2019)

Bischofswappen von Fernando Prado Ayuso

Fernando Prado Ayuso CMF (* 28. August 1969 in Bilbao) ist ein spanischer römisch-katholischer Ordensgeistlicher und Bischof von San Sebastián.

## Leben
Fernando Prado Ayuso besuchte das Colegio Andrés de Urdaneta der Augustiner in Loiu. Anschließend absolvierte er an der Universität des Baskenlandes zunächst ein Studium der Informationswissenschaft, das er 1993 mit dem Lizenziat abschloss. 1992 trat Prado Ayuso der Ordensgemeinschaft der Claretiner bei und legte am 27. August 1994 in Vitoria-Gasteiz die erste Profess ab. 1998 erwarb er an der Universidad de Deusto in Bilbao ein Lizenziat im Fach Katholische Theologie. Am 27. September desselben Jahres legte er die ewige Profess ab. Von 1998 bis 2002 wirkte Prado Ayuso als Verantwortlicher für die Kinder- und Jugendpastoral in der Pfarrei Corazón de María in San Sebastián und als Lehrer in der gleichnamigen Schule. Am 7. Mai 2000 empfing er durch den Bischof von San Sebastián, Juan María Uriarte Goiricelaya, das Sakrament der Priesterweihe.
Prado Ayuso war zunächst als Seelsorger in der Pfarrei Corazón de María und als Delegat für die Jugendpastoral in der Pastoraleinheit Barrio Gros in San Sebastián tätig. 2002 erlangte er nach weiterführenden Studien an der Päpstlichen Universität Salamanca einen Master im Fach Publizistik und mit der Arbeit El ministerio ordenado de los religiosos en la Iglesia („Der geweihte Dienst der Ordensleute in der Kirche“) ein Lizenziat im Fach Theologie des geweihten Lebens. Ab 2003 war Fernando Prado Ayuso Direktor des Verlags Publicaciones Claretianas und Professor an der Escuela Regina Apostolorum para la formación de religiosos (ERA). 2011 wurde er zudem Professor für Missionstheologie am Institut für religiöses Leben an der Päpstlichen Universität Salamanca und 2013 Kaplan der Missionskonzeptionistinnen von der Lehre. Daneben wirkte Prado Ayuso von 2003 bis 2012 als Kaplan der Hospitalerinnen des Heiligsten Herzens Jesu in Madrid und von 2009 bis 2016 als internationaler Koordinator des Konsortiums der claretinischen Verlage. Darüber hinaus war er ab 2015 Seelsorger in der Pfarrei San Antón in Madrid. Außerdem war er in den Sommerferien als Aushilfsgeistlicher in den Pfarreien St. John the Baptist (2003–2011) und St. Gabriel (2014–2016) im Erzbistum Los Angeles sowie Holy Cross im Erzbistum Chicago (2012–2014) tätig. Fernando Prado Ayuso gründete die Vereinigung Mensajeros de la Paz („Boten des Friedens“).
Am 31. Oktober 2022 ernannte ihn Papst Franziskus zum Bischof von San Sebastián. Der ehemalige Generalobere der Claretiner, Aquilino Kardinal Bocos Merino CMF, spendete ihm am 17. Dezember desselben Jahres in der Kathedrale El Buen Pastor in San Sebastián die Bischofsweihe; Mitkonsekratoren waren der Erzbischof von Pamplona y Tudela, Francisco Pérez González, und der Apostolische Nuntius in Spanien, Erzbischof Bernardito Cleopas Auza. Sein Wahlspruch In corde Matris („Im Herzen der Mutter“) ist eine Grußformel, die die Claretiner in Briefen nutzen.

## Schriften (Auswahl)
- Adonde el Señor nos lleve. Vida consagrada en el mundo. Tendencias y perspectivas. Publicaciones Claretianas, Madrid 2004, ISBN 978-84-7966-273-8.
- La era digital, una oportunidad para la vida consagrada. Publicaciones Claretianas, Madrid 2010, ISBN 978-84-7966-364-3.
- Los cinco minutos de la Nueva Evangelización. Publicaciones Claretianas, Madrid 2012, ISBN 978-84-7966-429-9.
- El ministerio ordenado de los religiosos en la Iglesia. Estudio de la cuestión en el postconcilio. Publicaciones Claretianas, Madrid 2013, ISBN 978-84-7966-431-2.
- Los cinco minutos de la vida consagrada. Publicaciones Claretianas, Madrid 2014, ISBN 978-84-7966-476-3.
- Diez cosas que el Papa Francisco te propone en el Año de la Misericordia. Publicaciones Claretianas, Madrid 2015, ISBN 978-84-7966-520-3.
- Testigos del Evangelio. Vida consagrada en Misión. Publicaciones Claretianas, Madrid 2015, ISBN 978-84-7966-490-9.
- Cinco minutos para la misericordia. Publicaciones Claretianas, Buenos Aires 2016, ISBN 978-950-512-940-9.
- De la Evangelii nuntiandi (1975) a la Evangelii Gaudium (2013). In: Carlos Martínez Oliveras (Hrsg.): Synodus: sínodos eclesiales y vida consagrada. Publicaciones Claretianas, Madrid 2016, ISBN 978-84-7966-571-5, S. 281–306.
- Hacia la interculturalidad en la vida consagrada. Publicaciones Claretianas, Madrid 2018, ISBN 978-84-7966-620-0.
- Papst Franziskus, Fernando Prado Ayuso: La fuerza de la vocación. La vida consagrada hoy. Publicaciones Claretianas, Madrid 2018, ISBN 978-84-7966-628-6.
- Papst Franziskus, Fernando Prado Ayuso: Die Kraft der Berufung. Ein Gespräch mit Fernando Prado. Herder, Freiburg im Breisgau 2018, ISBN 978-3-451-81654-3.
- No podemos dejar de respirar. Raíces espirituales y magisterio del papa Francisco sobre la oración. Publicaciones Claretianas, Madrid 2019, ISBN 978-84-7966-705-4.
- Tejer historias. Comunicar esperanza en tiempos de pandemia. Publicaciones Claretianas, Madrid 2020, ISBN 978-84-7966-716-0.
- El rosario. Orar con María en tiempos de pandemia. Publicaciones Claretianas, Madrid 2020, ISBN 978-84-7966-719-1.
- Cuando perdemos a un ser querido. Vivir y acompañar el duelo. Publicaciones Claretianas, Madrid 2020, ISBN 978-84-7966-718-4.
- Óscar Rodríguez Maradiaga, Fernando Prado Ayuso: „Praedicate Evangelium“: una nueva Curia para un tiempo nuevo. Publicaciones Claretianas, Madrid 2022, ISBN 978-84-7966-761-0.